# Norbert Vollath

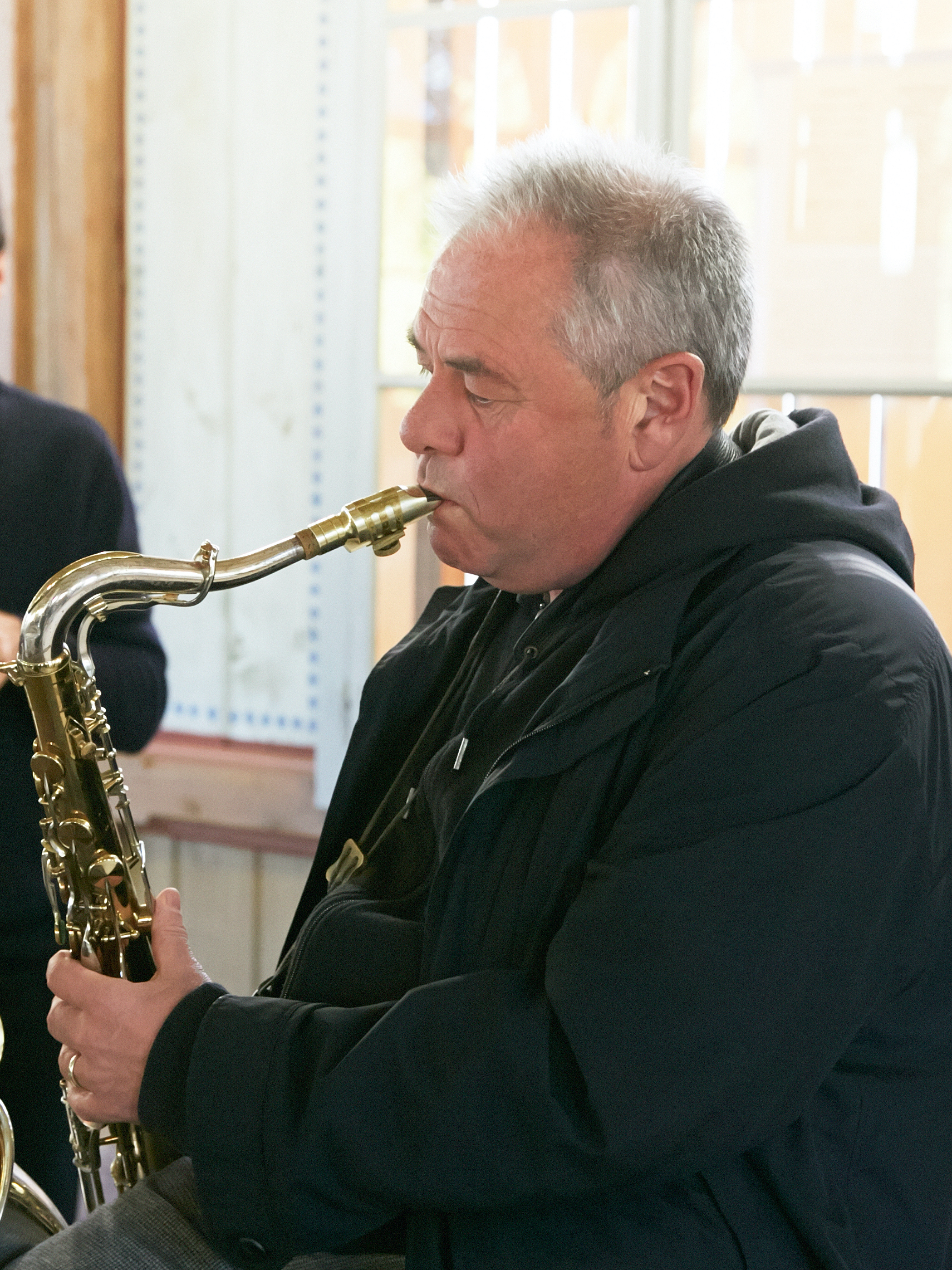
Norbert Vollath am 13. Oktober 2013 (Foto: Josef Lang)

Norbert Vollath (* 25. September 1956 in Parkstein, Landkreis Neustadt an der Waldnaab; † 1. Oktober 2015 in Sligo) war ein deutscher Jazz- und Improvisationsmusiker (Saxophone, Bassklarinette) und Klangkünstler.

## Leben und Wirken
Vollath studierte nach dem Abitur Pädagogik im Regensburger Diplom-Studiengang. Seit Anfang der 1980er in der lokalen Musikszene gründete er 1984 gemeinsam mit Heinz Grobmeier und Bertl Wenzl die Formation Die Negerländer. Mit dieser Band dekonstruierte er vertraute Melodien, um sie „schräg“, aber doch erkennbar, neu zusammenzusetzen. Bei den Regensburger Stummfilmnächten spielte das Trio neue Soundtracks zu Filmklassikern wie Buster Keatons The General oder Raoul Walshs Der Dieb von Bagdad. 1997 gründete er mit Michael Reisinger das Duo de Clarinettes-Basses. Mit Anka Draugelates bildete er das Duo Extrakt, mit der irischen Musikerin Mary Ronayne-Keane trat er im Duo L'Isamon auf. Auch spielte er in der deutsch-irischen Formation Waterghost. Er komponierte fürs Theater und für Literaturprojekte, legte diverse Alben sowie Hörbücher vor und tourte in Deutschland, in Frankreich, Ungarn, der Schweiz, den Niederlanden, in Schottland und in Irland, wo er eine zweite Heimat fand. 2014 entstand  seine Klanginstallation submerged IV, die er in der Ausstellung „Into the Field“ in Sligo präsentierte.

## Preise und Auszeichnungen
Mit dem Trio Die Negerländer wurde Vollath mit dem Kulturförderpreis der Stadt Regensburg 1995 ausgezeichnet. 2002 erhielt er ein vom Künstlerhaus Schwandorf gefördertes Auslandsstipendium.